# Boiga jaspidea
Boiga jaspidea е вид змия от семейство Смокообразни (Colubridae). Видът не е застрашен от изчезване.

## Разпространение
Разпространен е във Виетнам, Индонезия (Калимантан, Суматра и Ява), Малайзия (Западна Малайзия, Сабах и Саравак), Сингапур и Тайланд.